# Euboulos (homme politique)
Pour les articles homonymes, voir Eubule.
Euboulos ou Eubule (en grec ancien Εὔβουλος /Euboulos) est un homme d'État athénien, ayant vécu entre 405 et 330 av. J.-C. ; il est le chef du parti pour la paix avec Philippe II et l'adversaire politique de Démosthène. 

## Biographie
Il est originaire du dème de Probalinthos et fils de Spintharos. Au lendemain de la défaite de la flotte athénienne à Embata en 356, Euboulos assura une politique tout à la fois défensive, visant à garantir le ravitaillement en grains d'Athènes, et pacifiste, en interdisant les expéditions guerrières aventureuses. 
Il exerça une grande influence sur la politique de la cité de 355 à 346, avec l'appui des pauvres et des paysans, mais aussi des riches pour qui le coût de la guerre était devenu de plus en plus pesant en raison des triérarchies et des impôts extraordinaires sur le revenu, les eisphorai (εἰσφοραί). Il n'obtint cependant pas les honneurs traditionnels, ni pour sa politique défensive d'Athènes — il avait fait construire des arsenaux, et des trières, fait consolider les remparts, et renforcer la surveillance aux frontières —, ni après avoir soutenu l'effort de guerre par des réformes — entre autres un décret modifiant la distribution des finances publiques. C'est ainsi qu'en 356, au moment où l'empire athénien s'effondrait, Euboulos, président des préposés au théoricon, restaura l'équilibre financier d'Athènes : les revenus annuels, qui étaient tombés à 130 talents, remontèrent à 600 talents. Les excédents furent versés non plus à la caisse des fonds militaires, le stratiôtikon, mais à celle des spectacles, le théôrikon. L'arrivée aux affaires d'hommes comme Euboulos coïncida aussi avec l'essor commercial du Pirée.
Euboulos assure son influence via une véritable caisse de propagande (le théorique), alimentée par les citoyens les plus riches. Il permettra de réaliser de véritables actions psychologiques de l'intérieur pour convaincre le peuple athénien lors des négociations pro-macédoniennes.
En 346, Euboulos fait partie, avec Philocrate et Eschine, du groupe envoyé en ambassade en Macédoine afin de négocier la paix avec Philippe II. Il fallut toute son énergie pour persuader ensuite le peuple athénien d'accepter la proposition de paix. On ne sait plus rien d'Euboulos après la défaite des Grecs face aux Macédoniens à Chéronée en août 338.